# Zacharias Köhler
Zacharias Köhler, född 13 november 1765 i Norrköpings Sankt Johannes församling, Östergötlands län, död 30 november 1812 i Linköpings församling, Östergötlands län, var en svensk director musices och domkyrkoorganist. Var domkyrkoorganist i Linköping mellan åren 1804-1812.Var tidigare domkyrkoorganist i Strängnäs.

## Biografi
Gift 1792 med Cathrina Elisabet Widholm (1772-).